# Trăsături întunecate (Star Trek: Voyager)
„Trăsături întunecate” (titlu original: „Darkling”) este al 18-lea episod din al treilea sezon al serialului TV american științifico-fantastic Star Trek: Voyager și al 60-lea în total. A avut premiera la 19 februarie 1997 pe canalul UPN.

## Prezentare
Doctorul încearcă să adauge alte personalități la programul său, dar 'îmbunătățirea' care rezultă îl determină să dezvolte o personalitate alternativă malefică.